# Château de Courcelles-lès-Gisors
Le château de Courcelles-lès-Gisors est un ancien château fort, du XIe siècle, aujourd'hui ruiné, dont les vestiges se dressent sur la commune française de Courcelles-lès-Gisors dans le département de l'Oise, en région Hauts-de-France. L'ensemble des ruines sont partiellement inscrites au titre des monuments historiques.

## Localisation
Les ruines du château sont situées à flanc de coteau, à proximité de l'église de Courcelles-lès-Gisors, dans le département français de l'Oise.
Le château avait pour rôle de surveiller la vallée depuis Gisors jusqu'à Dangu. Le château s'inscrit dans une ligne de défense entre Vexin français et Vexin normand.

## Historique
Le château de Courcelles-lès-Gisors est bâti vers 1098 par le roi de France à la suite du pillage du Vexin français, en 1087, par Guillaume le Conquérant.  
Sa prise par Richard Cœur de Lion, le 27 septembre 1198 et la bataille qui s'ensuivit afin de reprendre la forteresse de Gisors aux mains de Philippe Auguste le rendit célèbre.

## Description
Il subsiste du château de Courcelles-lès-Gisors, un côté de 11,20 mètres du donjon quadrangulaire aux angles abattus, sans contreforts, sans talus à la base et sans motte, qui se dresse au centre d'une enceinte carrée de 30 mètres de côté, sans talus, et ceint d'un fossé peu profond. Le donjon avec ses murs épais d'environ 2 mètres, comprenait trois étages, dont deux voûtés en berceau.
On y accède par une porte en tiers-point avec herse issue d'un remaniement. Les latrines situées à l'extrémité d'un couloir coudé rappellent celles de Gisors.

## Protection
Le donjon, sa chemise et les sols archéologiques sont inscrits au titre des monuments historiques par arrêté du 24 septembre 1998.
Le site (Vexin) est inscrit en 1974 :